# Harris Theater

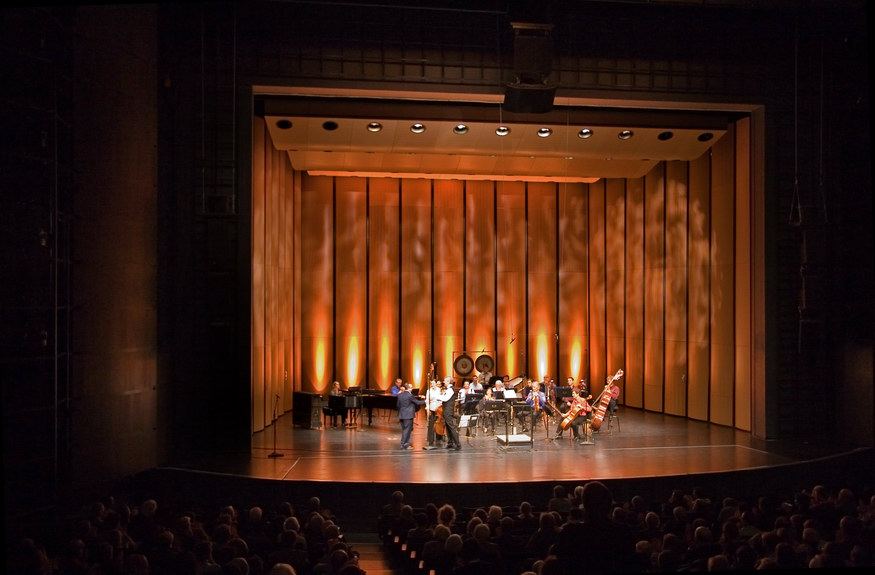
Harris Theater

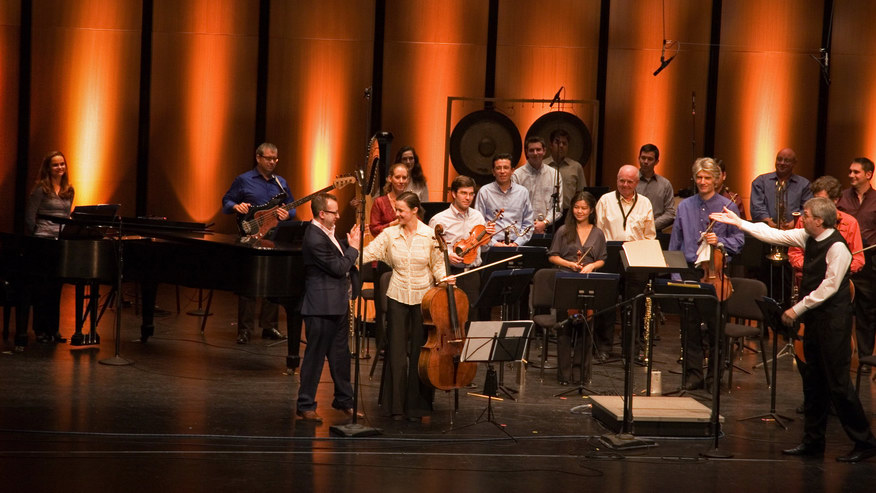
Scenframträdande på Harris Theater

Joan W. and Irving B. Harris Theater for Music and Dance (även känt som Harris Theater for Music and Dance, the Harris & Harris Theater eller, vanligast, Harris Theater) är en teaterbyggnad i Chicago, Illinois, USA. Harris Theater har varit värd för många stora nationella och internationella gäster. Den har också bidragit till uppsvinget för performing art i Chicago. 

## Utmärkelser
American Architecture Award gavs 2002 till Harris Theater.